# Kafulwe Mission
Koordinaten: 9° 0′ 14″ S, 29° 1′ 20″ O
Kafulwe Mission ist ein 1922 gegründeter kleiner Fischerort in Sambia.

## Geografie
Kalfulwe Mission liegt nördlich des Mündungsdeltas des Kalungwishi am Mwerusee in der Luapulaprovinz. Er liegt etwa 965 Meter über dem Meeresspiegel und 50 Kilometer nordöstlich von Nchelenge. Von dort führt eine Schotterstraße bis zur Kleinstadt Mununga am Kalungwishi, etwa 5 Kilometer südöstlich.

## Wirtschaft
Wichtig sind auch für das Dorf die Transportrouten über den See. Fischfang ist die wichtigste Erwerbsquelle. Wichtigstes Absatzgebiet für Fisch ist die Demokratische Republik Kongo.

## Abgrenzung
Der östliche Stadtteil der nahe gelegenen Stadt Mununga heißt ebenfalls Kalfulwe.